# Carles Cuadrat
Carles Cuadrat Xiqués (Barcellona, 28 ottobre 1968) è un allenatore di calcio spagnolo, di ruolo difensore, commissario tecnico della nazionale filippina.

## Statistiche

### Statistiche da allenatore
Statistiche aggiornate al 30 giugno 2023. In grassetto le competizioni vinte.
| Stagione          | Squadra           | Campionato        | Campionato | Campionato | Campionato | Campionato | Coppe nazionali | Coppe nazionali | Coppe nazionali | Coppe nazionali | Coppe nazionali | Coppe continentali | Coppe continentali | Coppe continentali | Coppe continentali | Coppe continentali | Altre coppe | Altre coppe | Altre coppe | Altre coppe | Altre coppe | Totale | Totale | Totale | Totale | % Vittorie | Piazzamento |
| Stagione          | Squadra           | Comp              | G          | V          | N          | P          | Comp            | G               | V               | N               | P               | Comp               | G                  | V                  | N                  | P                  | Comp        | G           | V           | N           | P           | G      | V      | N      | P      | %          | Piazzamento |
| ----------------- | ----------------- | ----------------- | ---------- | ---------- | ---------- | ---------- | --------------- | --------------- | --------------- | --------------- | --------------- | ------------------ | ------------------ | ------------------ | ------------------ | ------------------ | ----------- | ----------- | ----------- | ----------- | ----------- | ------ | ------ | ------ | ------ | ---------- | ----------- |
| 2018-2019         | Bengaluru         | ISL               | 18+3       | 10+2       | 4          | 4+1        | -               | -               | -               | -               | -               | AFC                | 2                  | 0                  | 0                  | 2                  | -           | -           | -           | -           | -           | 23     | 12     | 4      | 7      | 52,17      | 2°          |
| 2019-2020         | Bengaluru         | ISL               | 18+2       | 8+1        | 6          | 4+1        | DC              | 3               | 0               | 2               | 1               | AFC                | 4                  | 3                  | 0                  | 1                  | SC          | 2           | 1           | 0           | 1           | 29     | 13     | 8      | 8      | 44,83      | 3°          |
| 2020-gen. 2021    | Bengaluru         | ISL               | 9          | 3          | 3          | 3          | -               | -               | -               | -               | -               | AFC                | 0                  | 0                  | 0                  | 0                  | -           | -           | -           | -           | -           | 9      | 3      | 3      | 3      | 33,33      | Eson        |
| Toale Bengaluru   | Toale Bengaluru   | Toale Bengaluru   | 45+5       | 21+3       | 13         | 11+2       |                 | 3               | 0               | 2               | 1               |                    | 6                  | 3                  | 0                  | 3                  |             | 2           | 1           | 0           | 1           | 61     | 28     | 15     | 18     | 45,90      |             |
| 2023-2024         | East Bengal       | ISL               | 22         | 6          | 6          | 10         | DC              | 6               | 3               | 2               | 1               | -                  | -                  | -                  | -                  | -                  | SC          | 5           | 5           | 0           | 0           | 33     | 14     | 8      | 11     | 42,42      | 8°          |
| lug.-set. 2024    | East Bengal       | ISL               | 3          | 0          | 0          | 3          | DC              | 3               | 2               | 0               | 1               | ACL2               | 1                  | 0                  | 0                  | 1                  | -           | -           | -           | -           | -           | 7      | 2      | 0      | 5      | 28,57      | Eson        |
| Toale East Bengal | Toale East Bengal | Toale East Bengal | 25         | 6          | 6          | 13         |                 | 9               | 5               | 2               | 2               |                    | 1                  | 0                  | 0                  | 1                  |             | 5           | 5           | 0           | 0           | 40     | 16     | 8      | 16     | 40,00      |             |
| Totale carriera   | Totale carriera   | Totale carriera   | 75         | 30         | 19         | 26         |                 | 12              | 5               | 4               | 3               |                    | 7                  | 3                  | 0                  | 4                  |             | 7           | 6           | 0           | 1           | 101    | 44     | 23     | 34     | 43,56      |             |

## Palmarès

### Allenatore

#### Competizioni nazionali
- Indian Super League: 1

Bengaluru: 2018-2019
- Super Cup: 1

East Bengal: 2024